# Wakool River
Wakool River är ett vattendrag i Australien. Det ligger i delstaten New South Wales, i den sydöstra delen av landet, omkring 730 kilometer väster om delstatshuvudstaden Sydney.
Trakten runt Wakool River består till största delen av jordbruksmark. Trakten runt Wakool River är nära nog obefolkad, med mindre än två invånare per kvadratkilometer. Genomsnittlig årsnederbörd är 330 millimeter. Den regnigaste månaden är februari, med i genomsnitt 63 mm nederbörd, och den torraste är oktober, med 8 mm nederbörd.